# Parrachos de Pirangi
Os Parrachos de Pirangi são as piscinas naturais de água cristalina formadas pelos recifes que aparecem na maré baixa na Praia de Pirangi nos municípios de Parnamirim e Nísia Floresta, ambos no estado do Rio Grande do Norte. Devido a sua profunidade baixa, logo se tornou atração turistíca, visto que não é preciso saber nadar no local.